# دانکن ال نیدراور
دانکن ال نیدراور (به انگلیسی: Duncan L. Niederauer) (زاده ۱۹۵۹) کارآفرین، بازرگان و مدیر ارشد اجرایی آمریکایی است، که در حال حاضر به‌عنوان مدیر عامل بازار بورس نیویورک فعالیت می‌کند.